# Horst Witterstein
Horst Witterstein (* 6. Februar 1930 in Mainz; † 14. Juli 2018 in Kempten (Allgäu)) war ein deutscher Boxer. Er war Vizeeuropameister der Amateure im Jahre 1955 im Schwergewicht.

## Leben
Horst Witterstein wuchs in Kempten (Allgäu) auf und begann dort als Jugendlicher mit dem Boxen. Er machte erstmals im Jahr 1950 auf sich aufmerksam, als er bei den südbayerischen Meisterschaften im Schwergewicht den 2. Platz belegte. Horst Witterstein entwickelte sich dann relativ schnell zu einem der besten deutschen Schwergewichtsboxer im Amateurbereich. Er war mit guten körperlichen Voraussetzungen ausgestattet und auch technisch gut ausgebildet.
1951 belegte er beim bayerischen Ranglisten-Turnier in Nürnberg den 2. Platz hinter dem Münchner Hermann Schreibauer, der in den nächsten Jahren einer seiner Hauptkonkurrenten werden sollte.
Im Jahr 1952 bezwang er in Rosenheim im Finale der südbayerischen Meisterschaft erstmals Hermann Schreibauer, in München gewann er im Finale der bayerischen Meisterschaft gegen Adam Stenger aus Coburg. Etwas später siegte er in Weinheim auch im Finale der süddeutschen Meisterschaft. Hier schlug er Scheuermann aus Mannheim. Im Halbfinale der deutschen Meisterschaft bezwang er Heinz Bettendorf aus Frankfurt am Main und im Finale besiegte er den Vizeeuropameister von 1951 Edgar Gorgas aus Essen nach Punkten. Im Juni 1952 fand dann die Olympiaausscheidung der deutschen Amateurboxer statt. Horst Witterstein traf wieder auf Edgar Gorgas. Er lieferte diesem einen ausgeglichenen Kampf, unterlag diesem jedoch nach Punkten.
1953 unterlag Horst Witterstein im Finale der bayerischen Meisterschaft gegen Karl Kistner aus Nürnberg und konnte deshalb nicht an den deutschen Meisterschaften teilnehmen. In einem Vergleichskampf Bayern gegen eine mitteldeutsche Auswahl kämpfte er gegen Preuß aus Ost-Berlin, unentschieden.
1954 wurde Horst Witterstein durch einen Punktsieg über Karl Kistner wieder bayerischer Meister. Bei der deutschen Meisterschaft siegte er im Halbfinale über Willy Lahr aus Rüsselsheim nach Punkten, unterlag aber überraschend im Finale gegen den Hamburger Uwe Jansen, mit dessen Schnelligkeit er nicht zurechtkam.
Das Jahr 1955 sah einen bestens vorbereiteten Horst Witterstein. Bei den deutschen Meisterschaften dieses Jahres siegte er u. a. im Halbfinale über Abraham Rosenberg aus Frankfurt durch technischen K. o. in der 3. Runde, und im Finale besiegte er seinen alten Konkurrenten Hermann Schreibauer einstimmig nach Punkten. Er wurde daraufhin als Vertreter des DABV für die Europameisterschaften in Berlin nominiert. In Berlin siegte er im Viertelfinale über den Belgier Debolster durch technischen K. o. in der 3. Runde. Im Halbfinale wurde er einstimmiger Punktsieger über Francois Magnetto aus Frankreich. Im Finale stand er dem sowjetischen Sportler Algirdas Schozikas gegenüber. Schozikas, größer und stärker als Witterstein, erwies sich als äußerst harter Gegner. Er hatte immer eine Hand mehr im Schlagabtausch und gewann so nach Punkten. Für Horst Witterstein kann aber der Gewinn der Vizeeuropameisterschaft als Erfolg gewertet werden.
Im Jahre 1956 unterlag Horst Witterstein im Finale der bayerischen Meisterschaft überraschend gegen Josef Pietron aus München. Er konnte deshalb nicht bei den deutschen Meisterschaften starten. Er wurde aber vom DABV für die gesamtdeutsche Olympiaausscheidung nominiert. Dabei siegte er zunächst über Heinz Pingel, DDR, klar nach Punkten und schlug im Endkampf auch den deutschen Meister von 1956 Ulli Ritter aus Mannheim sicher nach Punkten. Er hatte sich damit für die Teilnahme an den Olympischen Spielen in Melbourne qualifiziert. Dass er letztlich doch nicht in Melbourne mit dabei war, lag an der Tatsache, dass dem DABV von den Nationalen Olympischen Komitees der BRD und der DDR, die die gesamtdeutsche Olympiamannschaft aufstellten, nur acht Startplätze für Melbourne genehmigt wurden. Bei zehn Gewichtsklassen mussten deshalb zwei Sportler zuhause bleiben. Dass neben Posorski aus Halle ausgerechnet auch der Vizeeuropameister Horst Witterstein nicht berücksichtigt wurde, konnte dieser nicht nachvollziehen.
Horst Witterstein hat folgende Länderkämpfe bestritten:
- 28. Januar 1953 in München, BRD gegen Österreich, techn. K.-o.-Sieger 3. Runde über Mayerhofer,
- 05. Dezember 1953 in Würzburg, BRD gegen Finnland, Punktniederlage gegen Ilka Koski,
- 28. September 1954 in Karlsruhe, BRD gegen Jugoslawien, Punktniederlage gegen Krizmanic,
- 05. November 1954 in London, England gegen BRD, K.-o.-Sieger 3. Runde über Summers,
- 25. November 1954 in Kopenhagen, Dänemark gegen BRD, K.-o.-Sieger 1. Runde über Jensen,
- 16. Januar 1955 in Helsinki, Finnland gegen BRD, K.-o.-Sieger 2. Runde über Ojanen,
- 18. Januar 1955 in Stockholm, Schweden gegen BRD, Punktniederlage gegen Ahsman,
- 19. Februar 1956 in Warschau, Polen gegen BRD, K.-o.-Sieg 2. Runde über Koszianski

Horst Witterstein, der den Beruf eines Holz-Bildhauers gelernt hatte, wurde nie Berufsboxer. Er beendete nach der Enttäuschung von 1956 seine Boxerlaufbahn und blieb zeitlebens in Kempten. Er widmete sich dort als Hobby-Trainer dem Boxernachwuchs. Er war noch als Achtzigjähriger im Jahre 2010 beim TV 1856 Kempten in diesem Metier tätig.